# Ruslan Abazov
Ruslan Aslanovič Abazov (in russo Руслан Асланович Абазов?; Nal'čik, 25 maggio 1993) è un ex calciatore russo, di ruolo difensore.

## Carriera
Ha giocato nella massima serie russa.